# 哈尔滨公交130路
哈尔滨公交130路是哈尔滨公交的一条线路，由道里区顾乡到道外区南极街，路线全长7.7千米。

## 历史
- 2015年11月12日，路线开通，使用曾用于哈尔滨公交2路支线的4辆恒通CKZ6116HN3型后置燃气空调公交车和20辆宇通ZK6120CHEVG1型后置气电混合动力空调公交车[1]。由哈尔滨交通集团公共交通有限公司负责运营，票价为2元一票制。
- 2016年3月，增添5辆曾用于哈尔滨公交29路的中通LCK6125HQGN型后置燃气空调公交车。
- 2016年6月25日，将4辆恒通CKZ6116HN3型后置燃气空调公交车分配至哈尔滨公交338路区间继续使用。
- 2017年7月28日，更换为25辆通联HKC6121CHEV01型后置气电混合动力空调公交车，同时将原有的20辆宇通ZK6120CHEVG1型后置气电混合动力空调公交车分配至哈尔滨公交121路继续使用，将原有的5辆中通LCK6125HQGN型后置燃气空调公交车分配至哈尔滨公交332路继续使用。

## 车站一览
| 序号 | 車站名稱               | 红旗小区方向 位置（下行） | 清河湾小区方向 位置（上行） | 换乘轨道交通 |
| ---- | ---------------------- | ------------------------- | --------------------------- | ------------ |
| 1    | 顾乡                   | 顾乡大街/华兴街           | 乡政街/顾乡大街             |              |
| 2    | 顾乡大街（康安路路口） | 顾乡大街/康安二道街       | 顾乡大街/康安二道街         |              |
| 3    | 康安路                 | 新阳路                    | 新阳路                      |              |
| 4    | 中心医院               | 新阳路                    | 新阳路                      |              |
| 5    | 安红街                 | 新阳路/福达街             | 新阳路/福同街               |              |
| 6    | 安升街（新阳路路口）   | 新阳路/安升街             | 新阳路/安升街               |              |
| 7    | 北安街                 | 新阳路/安顺街             | 新阳路/安顺街               |              |
| 8    | 哈一百                 | 尚志大街/西十五道街       | 尚志大街/西十五道街         |              |
| 9    | 兆麟街（联升广场）     | 石头道街/兆麟街           | 石头道街/兆麟街             |              |
| 10   | 买卖街                 | 石头道街/买卖街           |                             |              |
| 11   | 南马路                 | 南马路/东开原街           | 南马路/东内史胡同           |              |
| 12   | 南平街                 | 南马路/南平街             | 南马路/南平街               |              |
| 13   | 南极街（承德街）       | 承德街/南康街             |                             |              |
| 14   | 南极街                 | 南极街/承德街             | 南极街/承德街               |              |

## 车型图片

### 过去用车型

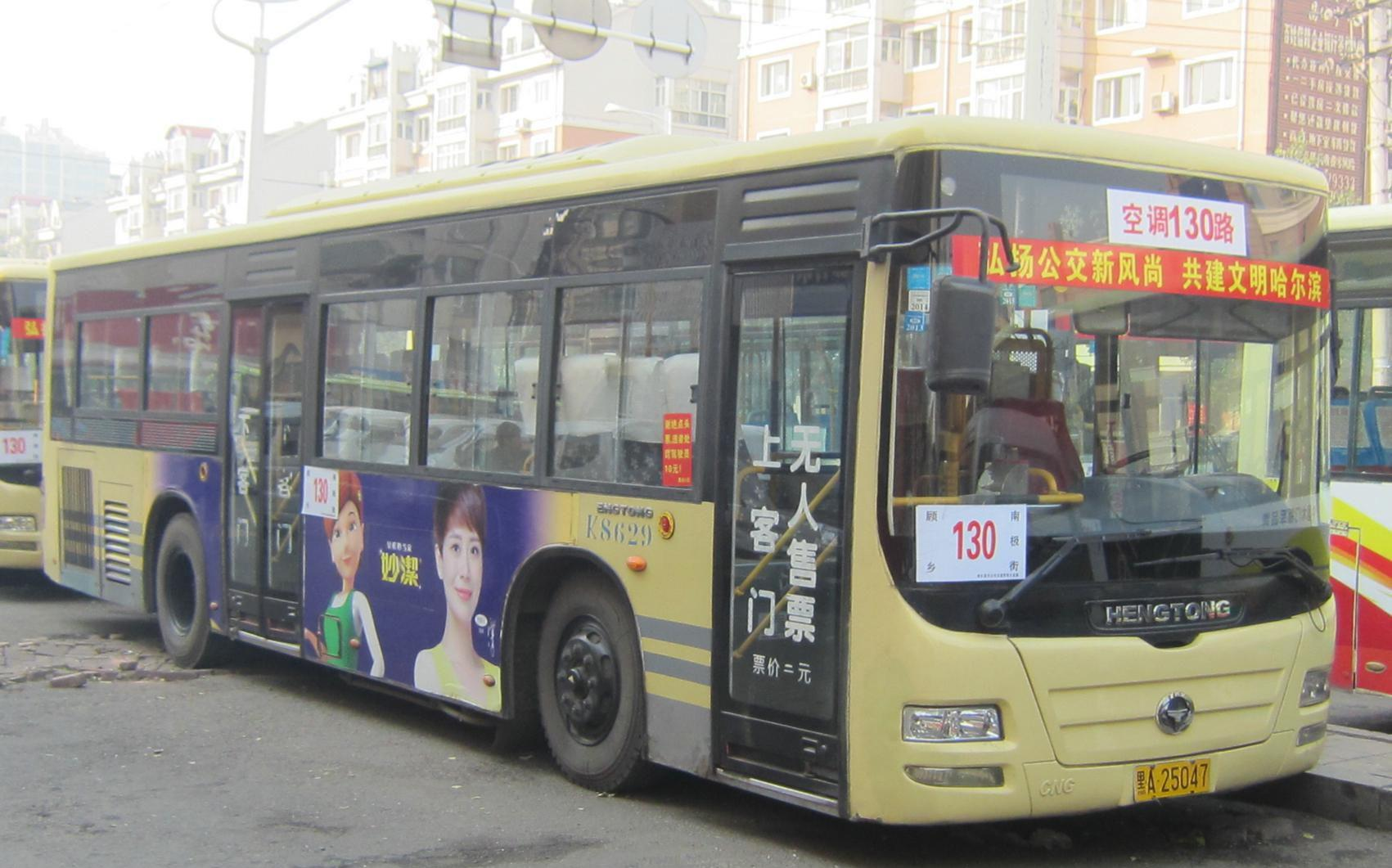
CKZ6116HN3（2015年11月12日-2016年6月24日）
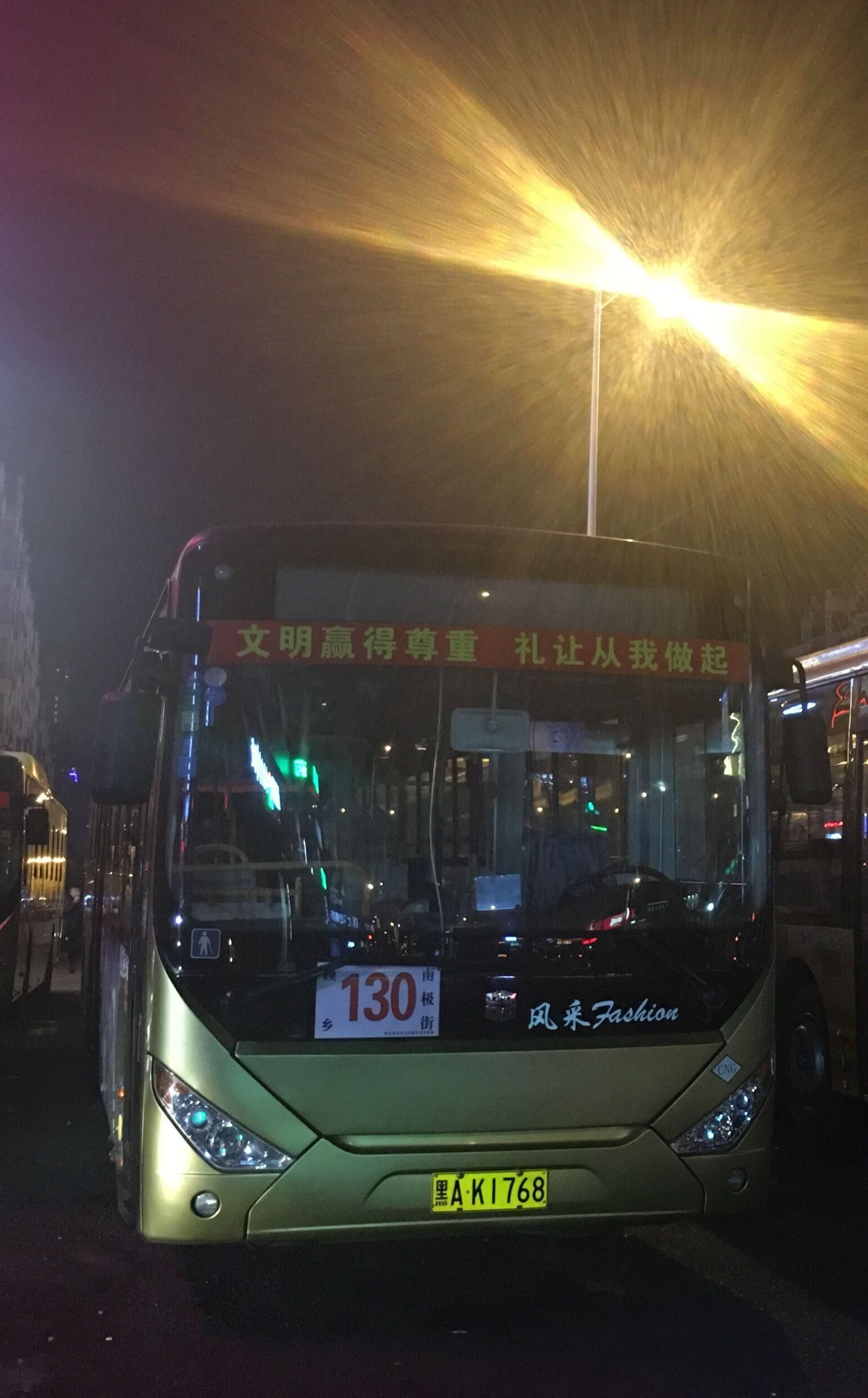
LCK6125HQGN（2016年3月-2018年7月27日）
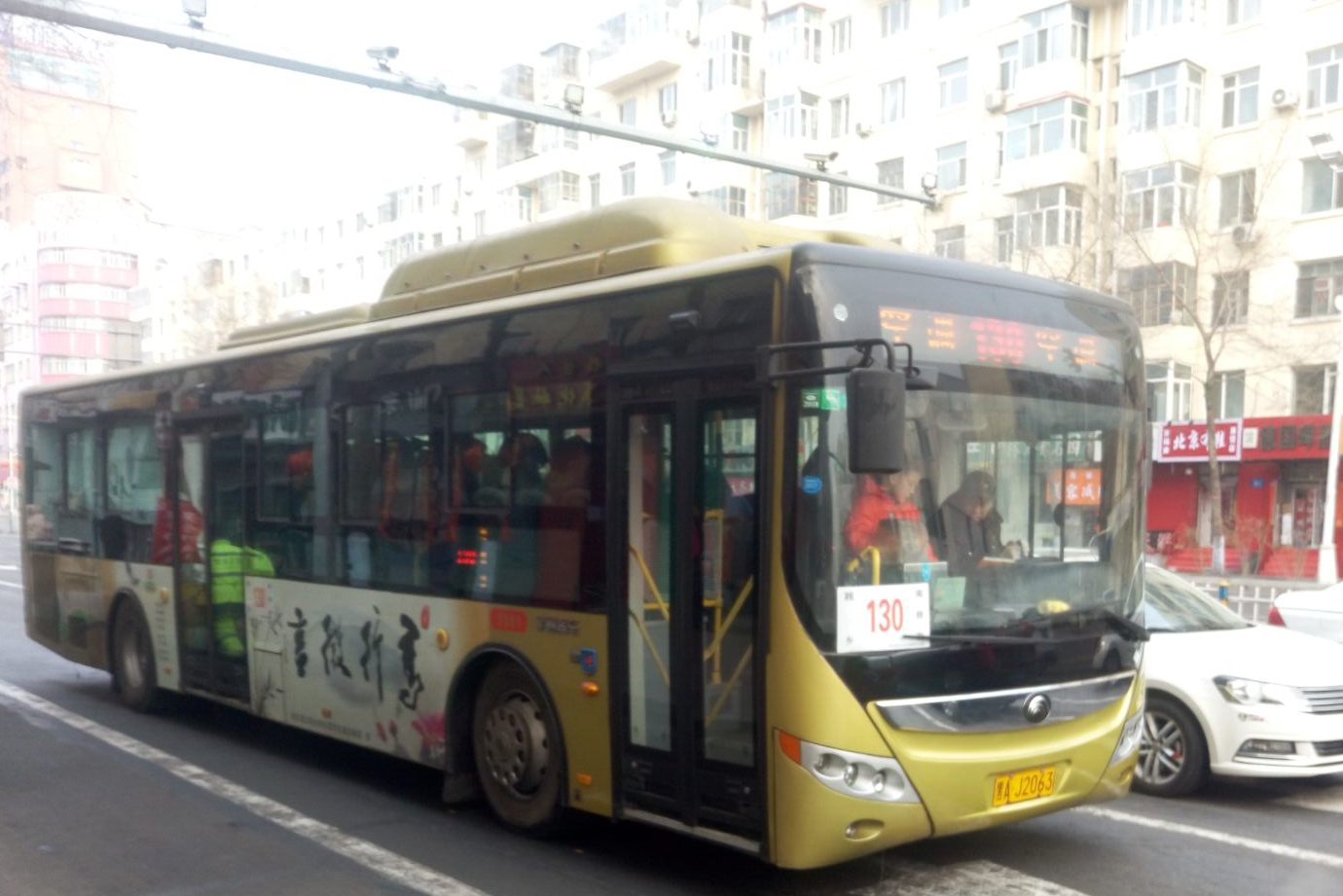
ZK6120CHEVG1（2015年11月12日-2018年7月27日）

## 事故
- 2018年11月14日上午7时55分左右，一辆130路公交车行驶至新阳路时，发生自燃事故，车上乘客没有任何伤亡[3]。